# Nguyên bào mỡ

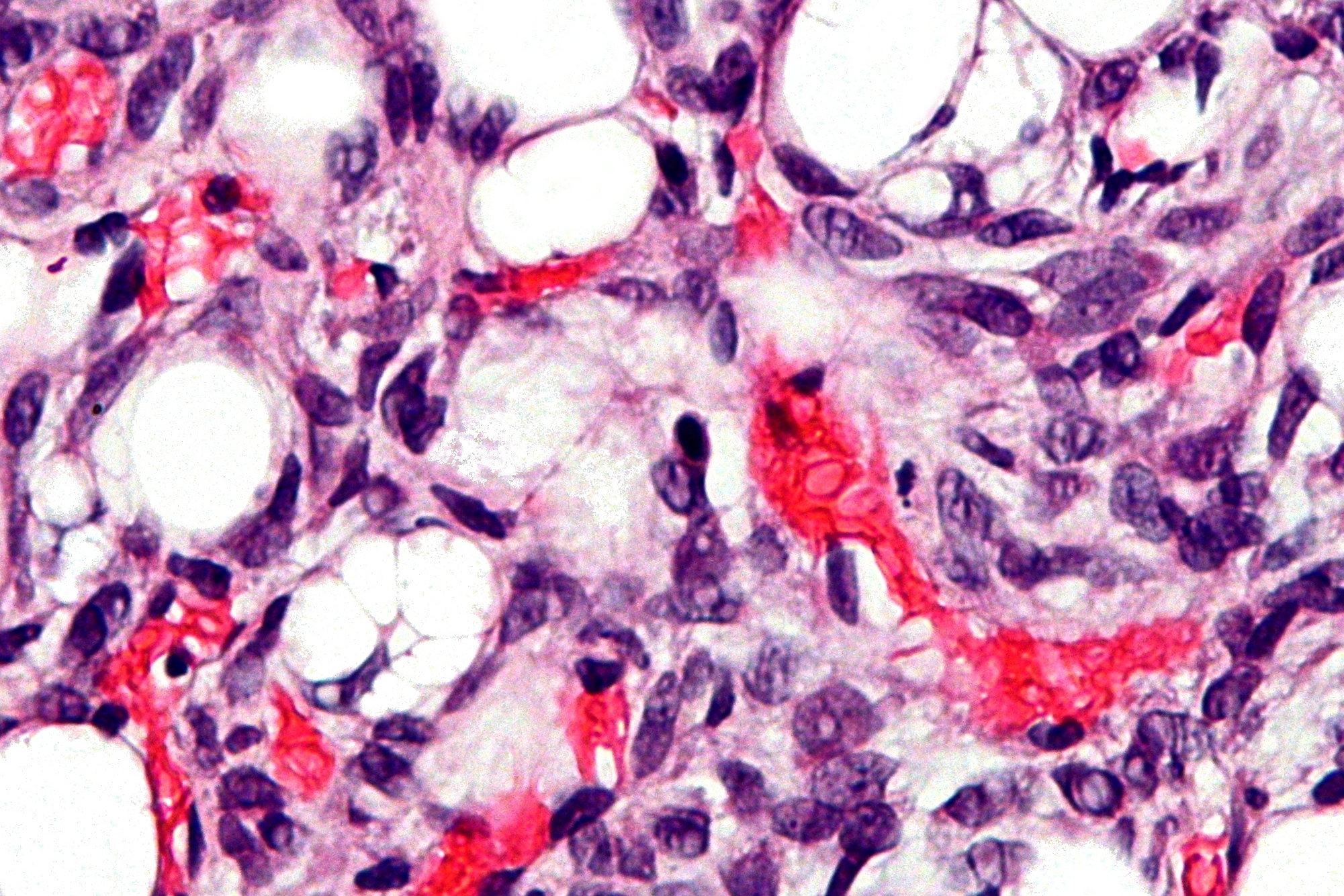
Ảnh chụp kính hiển vi cho thấy nguyên bào mở (góc trái) trong một khối u ung thư mô mỡ. Thuốc nhuộm H&E.

Nguyên bào mỡ (lipoblast, adipoblast, preadipocyte) là tế bào sơ khai sẽ phát triển thành tế bào mỡ. Những giai đoạn phát triển đầu tiên của chúng rất khó phân biệt với nguyên bào sợi.
Các nguyên bào mỡ có thể được quan sát trong các khối u ung thư mô mỡ, chúng mang nhiều không bào trong tế bào, có màu sẫm sau khi nhuộm và nhân có hình răng cưa.